# ФК Вац
ФК Вац (мађ. Vác-Újbuda LTC) је мађарски фудбалски клуб са седиштем у Ујбуди који је један од Будимпештанских округа. Данас клуб тренутно егзистира у другој Мађарској лиги. ФК Вац је био основан 1899. године под именом Грађанско спортско друштво Вац (Váci Városi SE). Своје домаће утакмице игра на Градском стадиону у Вацу. До 2007. године ФК Вац је носио име ФК Дунакањар Вац (Dunakanyar-Vác FC)

## Име клуба
Од свог оснивања клуб је имао велики број промена имена, нешто из политичких разлога тог времена а нешто због спонзорства. Од 2003. године име клуба је дато по кривини на реци Дунав која се ствара управо поред града Вац где се и клуб налази, (Duna) - Дунав и (kanyar) - кривина. 
- 2007-до данас: Вац-Ујбуда
- 2003-2007: ФК Дунакањар-Вац
- 2001-2003: ВЛСЕ Вац
- 1998-2001: ФК Золнер Вац
- 1997-1998: ФК Вац
- 1992-1997: ФК Самсунг Вац
- 1980-1992: ФК Изо Вац
- 1970-1980: ФК Хирадаш Вац
- 1965-1970: СД Вац
- 1961-1965: ФК Вашаш Вац
- 1957-1961: ФК Петефи Вац
- 1957-1957: СД Вац
- 1955-1957: ФК Башћа Вац
- 1955-1955: ФК Петефи Вац
- 1948-1955: ФК Долгозок Вац
- 1899-1948: СД Вац

#### Европски успеси
| Такмичење            | УИ | П | Н | И | ГД-ГП | ГР  |
| -------------------- | -- | - | - | - | ----- | --- |
| УЕФА Лига шампиона   | 2  | 0 | 0 | 2 | 1-5   | -4  |
| Куп победника купова | 2  | 0 | 1 | 1 | 2-4   | -2  |
| УЕФА куп             | 8  | 3 | 1 | 4 | 7-15  | -8  |
| УКУПНО               | 12 | 3 | 2 | 7 | 10-24 | -14 |

## Титуле
- Прва Мађарска лига: 
  - Шампион (1): 1993/94 (под именом Вац Самсунг)

- Мађарски куп:
  - Финалиста (3): 1990/91 (као ФК Изо Вац), 1991/92, 1994/95

- Друга Мађарска лига:  
  - Шампион (2): 1986/87, 2005/06

- Шампионат округа:  
  - Шампион (2): 1913, 1924